# شطره
شطره (به عربی: الشطرة) یکی از شهرهای استان ذی قار در عراق واقع شده‌است.

## خصوصیات
شطره ۶۵٬۰۰۰–۹۰٬۰۰۰ نفر جمعیت دارد و ۴ متر بالاتر از سطح دریا واقع شده‌است.